# Kareem Abdul-Jabbar
Kareem Abdul-Jabbar (známý také pod jménem Ferdinand Lewis Alcindor; jméno si změnil poté, co konvertoval k islámu) (* 16. dubna 1947) je bývalý americký profesionální basketbalista. Abdul-Jabbar měřil během své profesionální sportovní kariéry 218 cm a hrál na postu pivota (centra). Je považován za jednoho z nejlepších basketbalistů všech dob.
Abdul-Jabbar hrál postupně v NBA za Milwaukee Bucks (1969–1975) a za Los Angeles Lakers (1975–1989). Za svou kariéru nastřílel 38387 bodů, což byl po více než 30 let rekord NBA, než ho 8. 2. 2023 překonal LeBron James. Šestkrát (1971, 1972, 1974, 1976, 1977 a 1980) byl zvolen nejužitečnějším hráčem NBA, stejně tak šestkrát dokázal vyhrát se svým týmem finále NBA.

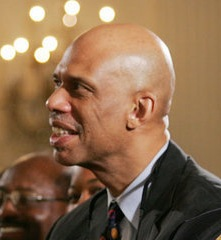
Kareem Abdul-Jabbar

Je členem prestižní basketbalové Síně slávy (Basketball Hall of Fame).
Kromě basketbalu se věnoval a věnuje i herecké kariéře. Objevil se v řadě filmů a seriálů, přičemž jeho asi nejznámější role pochází z filmu Připoutejte se, prosím!. Zahrál si v seriálu Guys with Kids. V roce 2019 se objevil jako jeden z radních města New Seattle v americkém seriálu iZombie.
Jeho velkým přítelem byl Bruce Lee, jenž ho přivedl k filmu (Hra smrti) a učil ho bojové umění Jeet Kune Do.
V roce 2016 mu prezident Barrack Obama udělil vyznamenání Prezidentská medaile svobody.